# 앨프리드 덩컨
조지프 앨프리드 덩컨(영어: Joseph Alfred Duncan, 1993년 3월 10일 ~ )은 칼리아리 칼초에서 미드필더로 뛰는 가나의 축구 선수이다.

## 클럽 경력
덩컨은 2010년 여름 이래로 인테르나치오날레에서 훈련을 받았다. 하지만 FIFA 규정에 따라, 그는 그의 18번째 생일이 지난 2011년 3월에 인테르에 공식적으로 입단했다. 그는 밀라노에 있는 인테르의 트레이닝 센터 "첸트로 스포르티보 자친토 파케티(Centro Sportivo Giacinto Facchetti)"에서 거주하였다. 덩컨은 2012년 8월 26일에 열린 페스카라전에서 86분에 왈테르 가르가노와 교체로 출전하면서 세리에 A 데뷔전을 치렀다.
2014년 7월 19일, 인테르나치오날레는 덩컨이 2016년 6월 30일까지 두 시즌간 삼프도리아로의 임대에 동의했다.

## 국가대표팀 경력
덩컨은 터키에서 열린 2013년 FIFA U-20 월드컵에 가나 U-20 대표팀으로 참가하여 4경기를 뛰었다. 그는 2012년 11월 14일에 카보베르데를 상대로 성인팀 데뷔전을 치렀다.

## 수상 경력
인테르 프리마베라
- 넥스트젠 시리즈 (1): 2011–12
- 캄피오나토 나치오날레 프리마베라 (1): 2011–12